# Pheidole taurus
Pheidole taurus är en myrart som beskrevs av Carlo Emery 1906. Pheidole taurus ingår i släktet Pheidole och familjen myror. Inga underarter finns listade i Catalogue of Life.